# Nesjestranda
Nesjestranda is een plaats in de Noorse gemeente Molde, provincie Møre og Romsdal. Nesjestranda telt 359 inwoners (2007) en heeft een oppervlakte van 0,44 km².